# Anheterus
Anheterus is een geslacht van kevers uit de familie van de loopkevers (Carabidae). De wetenschappelijke naam van het geslacht is voor het eerst geldig gepubliceerd in 1868 door Putzeys.

## Soorten
Het geslacht Anheterus omvat de volgende soorten:
- Anheterus ambiguus (Sloane, 1892)
- Anheterus gracilis (Germain, 1848)